# 安東通季
安東 通季（あんどう みちすえ）は、安土桃山時代から江戸時代初期にかけての武将。安東氏、南部氏の家臣。

## 略歴
永禄7年（1564年）、安東茂季の嫡男として誕生。
天正7年（1579年）、父・茂季の死により豊島城主となる。従兄弟の秋田実季が本家の当主を継いだことに不満を持ち、天正17年（1589年）、戸沢氏や小野寺氏と手を結んで反乱を起こした（湊合戦）。一時は実季を窮地に追い込んだが、やがて反撃を受けて鎮圧され、通季は南部氏の下へ逃れて、翌天正18年（1590年）、豊臣政権に復権運動をした。復権失敗後は、蒲生氏、戸沢氏を経て、慶長8年（1603年）南部氏の家臣となり湊修理亮高季を称した。後に更に季政と改名したのではないかとする見解がある。
通季の子孫に伝わっていた「八戸湊文書」は、通季の甥で佐竹氏の家臣となった湊盛季の子孫に伝わる「市川湊家文書」と共に、安東氏のみならず中世北奥羽史研究上で重要な研究史料とされている。